# Liste der Monuments historiques in Saint-Romain (Côte-d’Or)
Die Liste der Monuments historiques in Saint-Romain führt die Monuments historiques in der französischen Gemeinde Saint-Romain auf.

## Liste der Objekte
| Bezeichnung                          | Beschreibung                                                        | Standort                       | Kennzeichnung | Schutzstatus | Datum | Bild           |
| ------------------------------------ | ------------------------------------------------------------------- | ------------------------------ | ------------- | ------------ | ----- | -------------- |
| Taufbecken                           | Kalkstein, 16. Jahrhundert                                          | in der Kirche St-Romain (Lage) | PM21002028    | Classé       | 1960  |                |
| Skulptur Heiliger Antonius der Große | Kalkstein, farbig gefass, 16. Jahrhundert                           | in der Kirche St-Romain (Lage) | PM21002029    | Classé       | 1960  |                |
| Skulptur eines Abtes                 | Holz, farbig gefasst, 16. Jahrhundert                               | in der Kirche St-Romain (Lage) | PM21002030    | Classé       | 1960  |                |
| Skulptur Johannes der Täufer         | Kalkstein, farbig gefasst, erste Hälfte des 17. Jahrhunderts        | in der Kirche St-Romain (Lage) | PM21002031    | Classé       | 1960  |                |
| Skulptur Unterweisung Mariens        | Kalkstein, farbig gefasst, erste Hälfte des 17. Jahrhunderts        | in der Kirche St-Romain (Lage) | PM21002032    | Classé       | 1960  |                |
| Skulptur Johannes Evangelist         | Teil einer Kreuzigungsgruppe; Kalkstein, 17. Jahrhundert            | in der Kirche St-Romain (Lage) | PM21002033    | Classé       | 1960  |                |
| Skulptur Mater dolorosa              | Teil einer Kreuzigungsgruppe; Gips, farbig gefasst, 19. Jahrhundert | in der Kirche St-Romain (Lage) | PM21002034    | Classé       | 1960  |                |
| Kanzel                               | Kalkstein, Holz, 17. Jahrhundert, 1851 teilweise erneuert           | in der Kirche St-Romain (Lage) | PM21002036    | Classé       | 1960  | weitere Bilder |
| Skulptur eines Bischofs              | Holz, farbig gefasst, erste Hälfte des 17. Jahrhunderts             | in der Kirche St-Romain (Lage) | PM21002037    | Classé       | 1969  |                |
| Skulptur Heiliger Vinzenz            | Holz, farbig gefasst, 17. Jahrhundert                               | in der Kirche St-Romain (Lage) | PM21005451    | Inscrit      | 2020  |                |
| Rechter Seitenaltar                  | Altartisch, Retabel und Tabernakel; Kalkstein, 17. Jahrhundert      | in der Kirche St-Romain (Lage) | PM21002035    | Classé       | 1960  |                |